# Sinyong-dong
Sinyong-dong (koreanska: 신용동)  är en stadsdel i stadsdistriktet Buk-gu i staden Gwangju i den sydvästra delen av Sydkorea,  260 km söder om huvudstaden Seoul.